# 北溫哥華市
北溫哥華市（英語：City of North Vancouver）是加拿大卑詩省大溫哥華地區内的一個城市，位於布拉德內灣（Burrard Inlet）的北岸。它是大溫地區三個北岸城鎮中面積最小但也最都市化的一個市鎮。雖然它有自己的航運、化工、影音等重要製造產業，但它普遍仍被認為是溫哥華郊區的小城鎮。

## 歷史

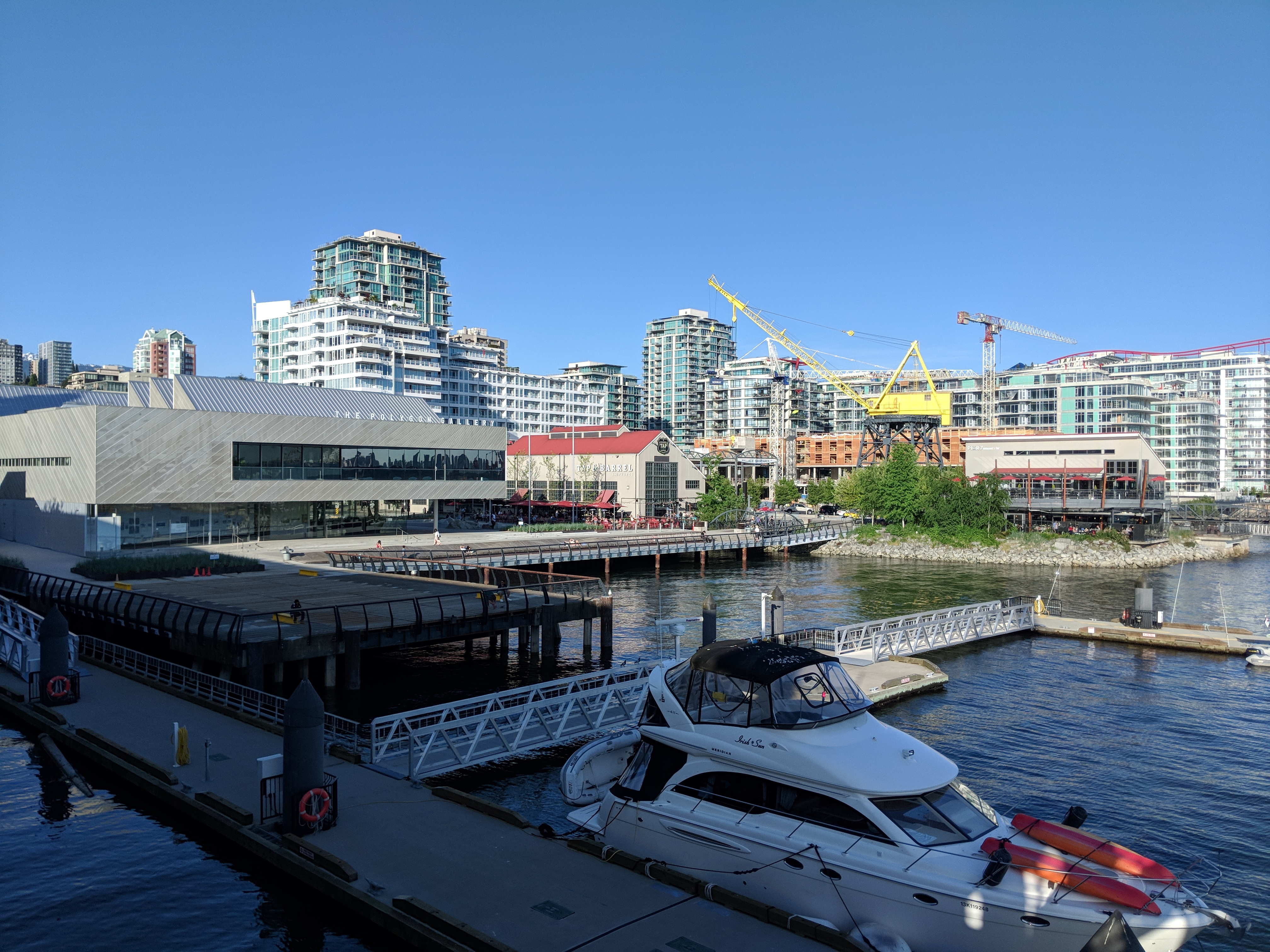
位於北溫市的蘭斯黛碼頭

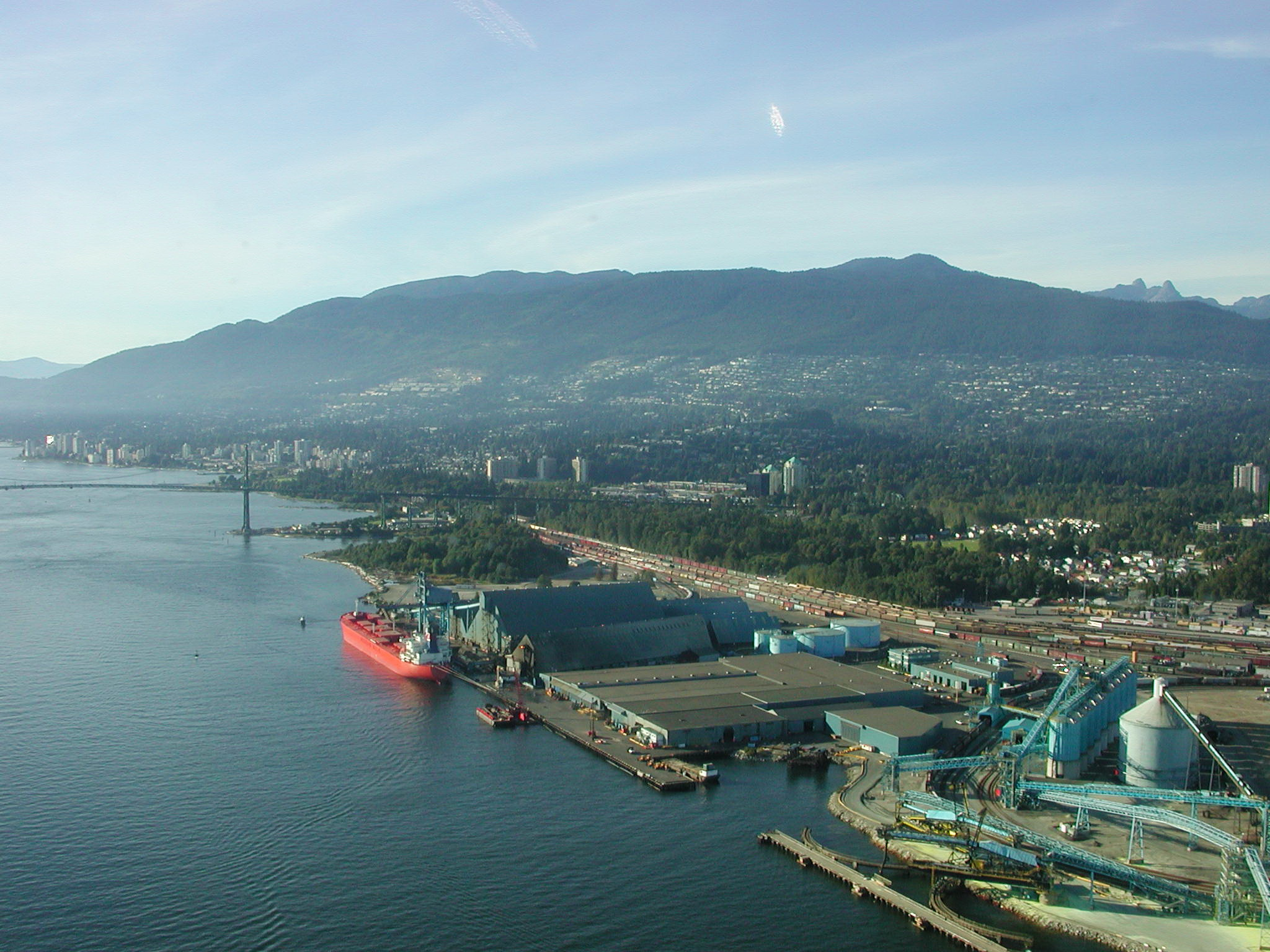
溫哥華港

北溫市是布拉德內灣沿岸最早開拓的地方，甚至也早於溫哥華；在整個大溫地區内也只次於菲沙河上的新威斯敏斯特。開發初期，杜格拉斯杉（Douglas Fir）遍佈了北溫未被砍伐的森林，也造就了伐木業的發展。1860年代，塞維爾·慕迪（Sewell Moody）於慕迪維（Moodyville）設立了一座水力伐木場；隨後，郵局、學校和村落如雨後春筍般豎立。北溫也正式成為一個市鎮，範圍遍佈布拉德內灣的整個北岸。但好景不常，市政府在1890年代和1907年先後陷入財務問題而破產，導致西溫區和北溫區脫離北溫市而自組成新市鎮；北溫市的面積也大幅縮小至現時的市界綫内。
北溫市的財務問題，某程度上是為了開發市内崎嶇的地勢和臨海處的沼澤地區而造成的。寬闊的河谷也阻礙了發展進度；越過河谷的橋梁，每隔數年就被洪水沖斷。縱使如此，北溫市於朗斯代爾大道（Lonsdale Avenue）周圍的發展卻漸見起色；大道的盡頭處正是北溫渡輪碼頭的所在，交通便利，居民只需乘搭渡輪便可往溫哥華市上班。市内後來也鋪設了有軌電車系統，地段亦被投機者所覬覦。在工業方面，瓦萊斯船塢（Wallace Shipyards）和太平洋大東方鐵路（Pacific Great Eastern Railway）皆為市内工人提供就業機會，但市内的工業發展卻因橫跨内灣的鐵路橋遲遲未落成而受到阻礙。
伐木業和小型的畜牧業在一戰和二戰期間繼續發展。經濟大蕭條導致北溫市政府再度破產，但市内的經濟則在二戰期間被繁盛的造船業再度帶旺。為了安置船塢工人而興建的住宅區，帶動了市内到戰後仍然持續的建築潮。到戰後，北溫市已成為熱門的住宅區。

## 地理
北溫市和溫哥華隔著布拉德內灣（Burrard Inlet）遙相對望，而其他三邊則被北溫區所包圍。而中朗斯代爾和下朗斯代爾等商業區人口相對密集，且有一定數目的住宅和高樓大廈等建築物。
而溫哥華「北岸」通常是指和北溫市一樣為自治單位的北溫區和西溫區。兩個「北溫」之間最大的不同便在於它們的居民，但大抵來講，其餘內陸居民很少會去區分兩者間的不同。

## 交通
從北溫市到溫哥華市有兩座橋可通行：獅門橋（Lions' Gate Bridge）和鋼鐵工人紀念第二海峽橋（Ironworkers Memorial Second Narrows Crossing）。市民亦可選擇乘搭SeaBus到溫哥華；海上巴士和市内的公車服務同由運輸聯線（TransLink）旗下的岸山巴士公司營運。市内公車服務的樞紐位於朗斯代爾碼頭（Lonsdale Quay）。
市內最主要的道路為朗斯代爾大道（Lonsdale Avenue），由北溫碼頭一直向北到29街，並延伸到北溫區的Rockland Road為止。橫加公路（卑詩省一號省道）跨越北溫市北部，共有三個交流道位於市內，分別為Lynn Valley Road（出口19）、Lonsdale Avenue（出口18）和 Westview Drive（出口17）。

## 人口統計

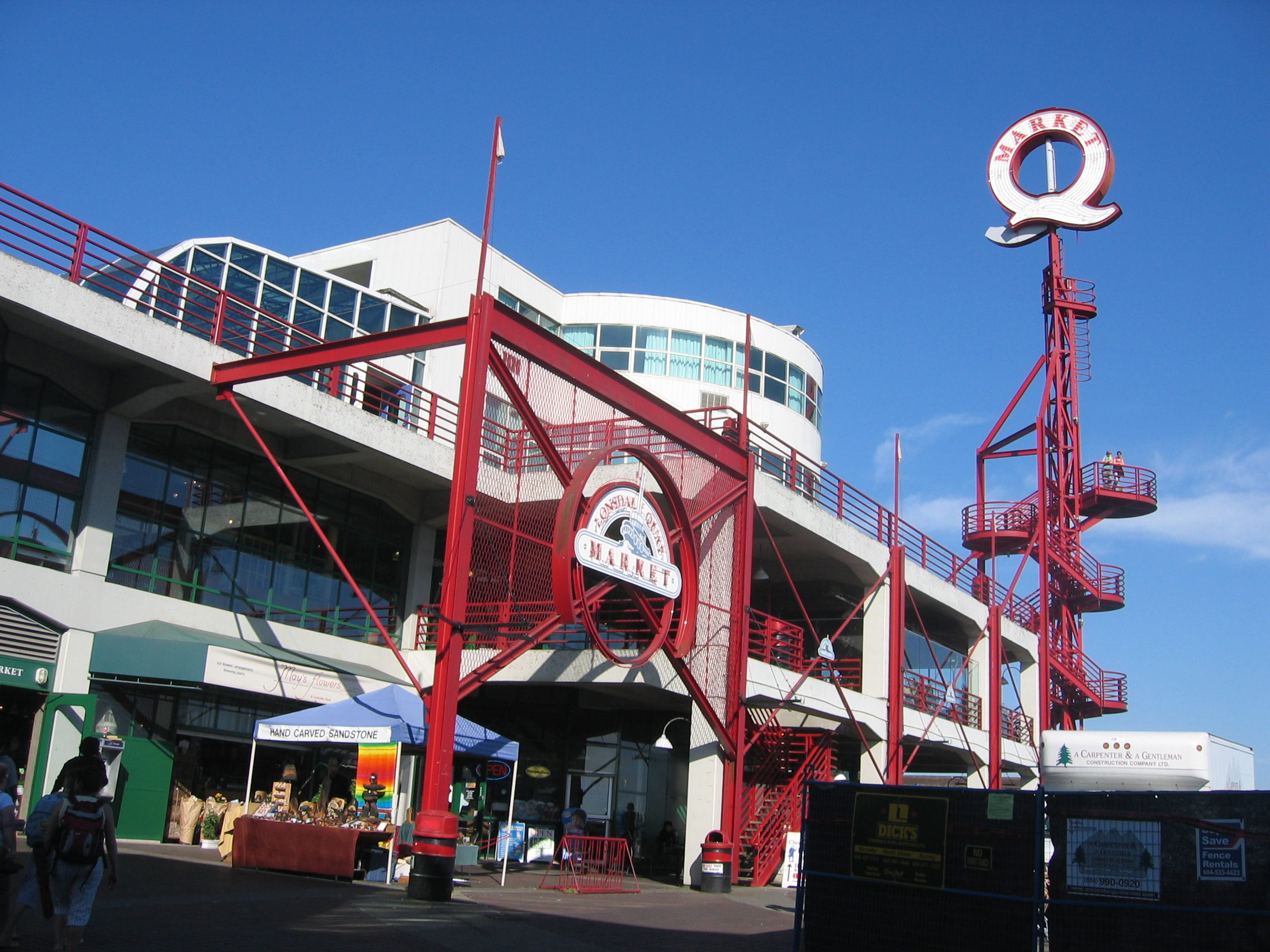
位於北溫市的Lonsdalequay商場

根據2021年加拿大人口普查 （页面存档备份，存于）調查結果：
- 人口: 58,120 人
- 人口成長率(2016年-2021年): 9.9%
- 住宅數: 29,021 戶
- 土地面積: 11.83 km²
- 人口密度: 4913.0 人/km²
- 在加拿大是一個高水準的城市。

根據卑詩省的人口估計:
| 1996+  | 1997   | 1998   | 1999   | 2000   | 2001+  | 2002   | 2003   | 2004   | 2005   | 2006   |
| ------ | ------ | ------ | ------ | ------ | ------ | ------ | ------ | ------ | ------ | ------ |
| 43,268 | 43,725 | 44,550 | 44,938 | 45,489 | 46,236 | 46,977 | 46,496 | 46,831 | 48,037 | 49,248 |

## 政治
- 市長：穆沙圖（Darrell Mussatto）
- 驗屍官：Lauren Carlin

## 姊妹城市
- 日本千葉市
- 中国惠州市（2009年10月21日缔结）

## 外部連結
- 北溫市官方網站（页面存档备份，存于）